# 데이네역
데이네역(일본어: 手稲駅)은 홋카이도 삿포로시 데이네구에 있는 홋카이도 여객철도의 철도역이다. 이시카리시, 오타루시 등지로 연결되는 삿포로 시의 주요 교통 결절점 중 하나로, 홋카이도 내에서 삿포로역 다음으로 이용객이 많다.

## 역 구조
2면 4선의 승강장이 있는 지상역이다. 역사는 교상화되어 있고, 역사 북쪽 출구의 통로는 구청까지 연결되어 있다. 미도리노마도구치, 자동 개찰기 등의 시설이 갖추어져 있다.

### 승강장
1, 3번 승강장이 본선이며, 2, 4번 승강장이 측선이다.
| 1 | ■ 하코다테 본선 | 호시미 · 호시오키 · 오타루 방면                                                   |
| 2 | ■ 하코다테 본선 | 호시미 · 호시오키 · 오타루 방면                                                   |
| 2 | ■ 하코다테 본선 | 삿포로 · 이와미자와 · 지토세 · 신치토세쿠코 방면 (되돌림 열차)                    |
| 3 | ■ 하코다테 본선 | 삿포로 · 이와미자와 · 지토세 · 신치토세쿠코 방면                                  |
| 4 | ■ 하코다테 본선 | 삿포로 · 이와미자와 · 지토세 · 신치토세쿠코 방면 (아침 시간대에는 홈 라이너 전용) |

## 역 주변
- 데이네 구청
- 삿포로 시립 데이네테츠호쿠 초등학교
- 삿포로 시립 데이네추오 초등학교
- 삿포로 시립 데이네추오 유치원
- 데이네 역앞 우편국
- 데이네추오 우편국
- 데이네케이진카이 병원

## 역사
- 1880년 11월 28일 - 관영 호로나이 철도의 가루가와역(軽川駅)으로 개업.
- 1881년 10월 - 화물 취급 개시.
- 1883년 - 영업 중지.
- 1884년 - 영업 재개와 함께 정식역으로 승격.
- 1889년 12월 11일 - 홋카이도 탄광철도에 영도.
- 1906년 10월 1일 - 홋카이도 탄광철도 국유화.
- 1922년 10월 - 가루이시 궤도의 가루가와 역 개업.
- 1934년 2월 - 역사 개축.
- 1937년 9월 - 가루이시 궤도 영업 중단.
- 1940년 10월 - 가루이시 궤도의 역 폐지.
- 1952년 11월 15일 - 데이네역으로 개칭.
- 1980년 7월 1일 - 화물 취급 중단.
- 1981년 4월 - 역사 개축 및 교상화.
- 1985년 3월 14일 - 수하물 취급 중단.
- 1987년 3월 31일 - 화물 영업 재개. 다만, 정규 화물열차는 편성되지 않음.
- 1987년 4월 1일 - 일본국유철도 분할 민영화로 홋카이도 여객철도가 계승. 동시에 역으로 승격됨.
- 1998년 - 자동 개찰기 도입.
- 2002년 - 역사 개축.
- 2003년 - 역사 남북 자유통로 개설.
- 2006년 4월 1일 - 일본화물철도의 역 폐지, 화물 취급 중단.
- 2007년 10월 - 역 번호 부여. S06.
- 2008년 10월 25일 - IC 카드(Kitaca)의 사용 개시.

## 인접한 역
| 홋카이도 여객철도 ■ 하코다테 본선          | 홋카이도 여객철도 ■ 하코다테 본선        | 홋카이도 여객철도 ■ 하코다테 본선                      |
| ------------------------------------------ | ---------------------------------------- | ------------------------------------------------------ |
| 시·종착역                                  | 홈 라이너                                | 01 삿포로 방면                                         |
| S13 오타루칫코 오타루 · 굿찬 · 란코시 방면 | ● 쾌속 "에어포트" ● 쾌속 "니세코 라이너" | S03 고토니 삿포로 · 신치토세 공항 방면                 |
| S08 이나호 오타루 방면                     | ● 구간쾌속 "이시카리 라이너" A           | S03 고토니 이와미자와 방면                             |
| S08 이나호 오타루 방면                     | ● 구간쾌속 "이시카리 라이너" B ● 보통    | S06 이나즈미코엔 삿포로 · 이와미자와 · 도마코마이 방면 |

※ 홈 라이너는 아침 시간 대 테이네에서 삿포로로 가는 편도로만 운행된다.

## 관련 사이트
- (일본어) 역 구내도 (데이네 역) - 홋카이도 여객철도